# Palaststraße (Trier)

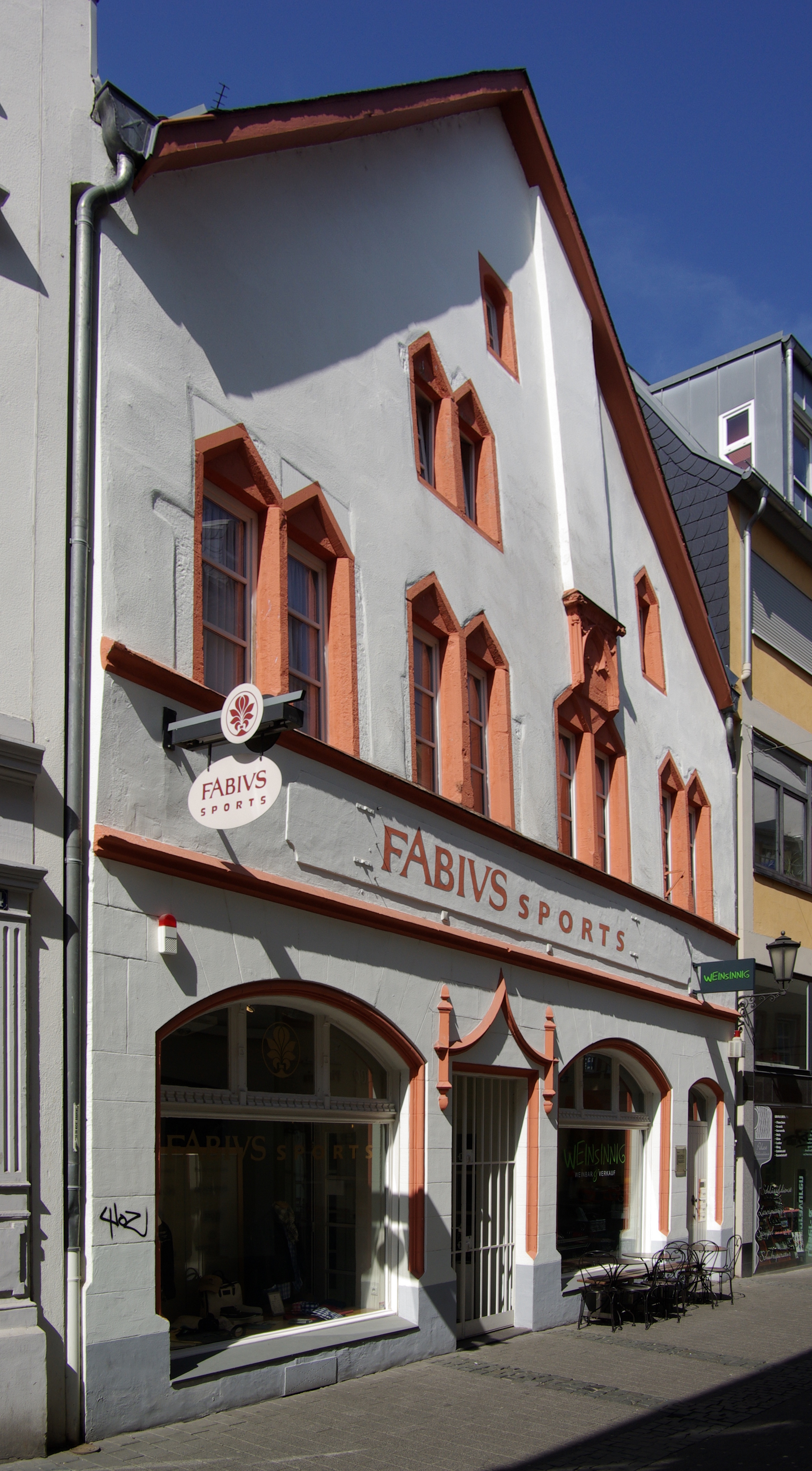
Zunfthaus Palaststraße 12
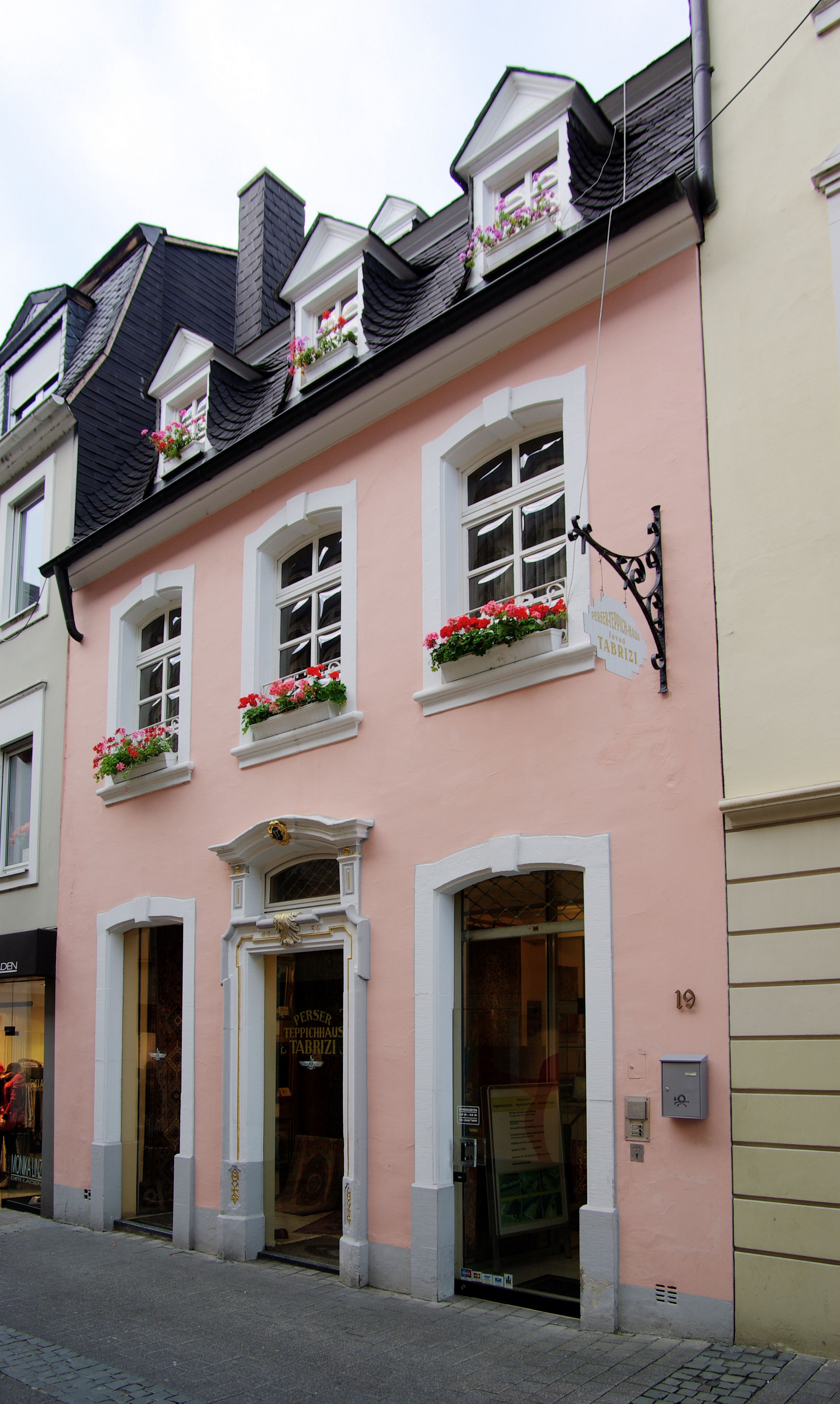
Palaststraße 19: profiliertes Oberlichtportal, 1736, Architekt Lorenz Pauli

Die Palaststraße ist eine Straße in der Trierer Innenstadt. Sie verläuft von der Grabenstraße zur Konstantinstraße. Von dieser Führung leitet sich auch ihr Name ab, da sich in unmittelbarer Nähe das Kurfürstliche Palais befindet.
In der Straße stehen insgesamt sechs Kulturdenkmäler aus verschiedenen Epochen. Das von dem Architekten und Bauunternehmer Joseph Mendgen erbaute Zunfthaus in der Palaststraße 12 stammt aus dem Jahr 1400. Es war das Amtshaus der Zimmerleute und Schreiner. Zu den historisch bedeutenden Bauten zählte auch das im Zweiten Weltkrieg zerstörte barocke Bürgerhaus mit der Hausnummer 7.
Am oberen Ende der Palaststraße liegt der Nordost-Ausgang der Trierer C&A-Filiale, deren Neubau an der Konstantinstraße 1969 eröffnet wurde.